# Barbados az 1992. évi nyári olimpiai játékokon
Barbados a spanyolországi Barcelonában megrendezett 1992. évi nyári olimpiai játékok egyik részt vevő nemzete volt. Az országot az olimpián 5 sportágban 17 sportoló képviselte, akik érmet nem szereztek.

## Atlétika
Férfi
| Versenyző                                                | Versenyszám     | Előfutam | Előfutam | Előfutam | Negyeddöntő | Negyeddöntő | Negyeddöntő | Elődöntő | Elődöntő | Elődöntő | Döntő   | Döntő    |
| Versenyző                                                | Versenyszám     | Idő      | Hely.    | Össz.    | Idő         | Hely.       | Össz.       | Idő      | Hely.    | Össz.    | Idő     | Helyezés |
| -------------------------------------------------------- | --------------- | -------- | -------- | -------- | ----------- | ----------- | ----------- | -------- | -------- | -------- | ------- | -------- |
| Henrico Atkins                                           | 100 m           | 10,83    | 5.       | 49.*     | kiesett     | kiesett     | kiesett     | kiesett  | kiesett  | kiesett  | kiesett | kiesett  |
| Henrico Atkins                                           | 200 m           | 21,28    | 4.       | 34.      | 21,19       | 6.          | 30.         | kiesett  | kiesett  | kiesett  | kiesett | kiesett  |
| Seibert Straughn                                         | 400 m           | 46,54    | 4.       | 36.      | kiesett     | kiesett     | kiesett     | kiesett  | kiesett  | kiesett  | kiesett | kiesett  |
| Stevon Roberts                                           | 800 m           | 1:52,30  | 6.       | 45.      |             |             |             | kiesett  | kiesett  | kiesett  | kiesett | kiesett  |
| Leo Garnes                                               | 5000 m          | 15:21,95 | 11.      | 51.      |             |             |             |          |          |          | kiesett | kiesett  |
| Seibert Straughn Roger Jordan Edsel Chase Stevon Roberts | 4 × 400 m váltó | kizárták | kizárták | kizárták |             |             |             |          |          |          | kiesett | kiesett  |

| Versenyző    | Versenyszám | Selejtező | Selejtező | Döntő    | Döntő    |
| Versenyző    | Versenyszám | Eredmény  | Helyezés  | Eredmény | Helyezés |
| ------------ | ----------- | --------- | --------- | -------- | -------- |
| Alvin Haynes | Hármasugrás | 15,93 m   | 32.       | kiesett  | kiesett  |

Női
| Versenyző     | Versenyszám | Előfutam | Előfutam | Előfutam | Negyeddöntő | Negyeddöntő | Negyeddöntő | Elődöntő | Elődöntő | Elődöntő | Döntő   | Döntő    |
| Versenyző     | Versenyszám | Idő      | Hely.    | Össz.    | Idő         | Hely.       | Össz.       | Idő      | Hely.    | Össz.    | Idő     | Helyezés |
| ------------- | ----------- | -------- | -------- | -------- | ----------- | ----------- | ----------- | -------- | -------- | -------- | ------- | -------- |
| Prisca Philip | 200 m       | 24,56    | 6.       | 39.      | kiesett     | kiesett     | kiesett     | kiesett  | kiesett  | kiesett  | kiesett | kiesett  |
| Prisca Philip | 400 m       | 55,09    | 6.       | 34.      | kiesett     | kiesett     | kiesett     | kiesett  | kiesett  | kiesett  | kiesett | kiesett  |

* - egy másik versenyzővel azonos időt ért el

## Kerékpározás

### Pálya-kerékpározás
Sprintversenyek
| Versenyző           | Versenyszám  | Selejtező | Selejtező | 1. forduló                                         | 1. forduló | Vigaszág selejtező           | Vigaszág selejtező | Vigaszág döntő       | Vigaszág döntő | 2. forduló             | 2. forduló | Vigaszág             | Vigaszág | Negyeddöntő          | 5–8. helyért           | 5–8. helyért | Elődöntő             | Döntő                | Helyezés    |
| Versenyző           | Versenyszám  | Idő       | Hely.     | Ellenfelek Győztes idő                             | Hely.      | Ellenfél Győztes idő         | Hely.              | Ellenfél Győztes idő | Hely.          | Ellenfelek Győztes idő | Hely.      | Ellenfél Győztes idő | Hely.    | Ellenfél Győztes idő | Ellenfelek Győztes idő | Hely.        | Ellenfél Győztes idő | Ellenfél Győztes idő | Helyezés    |
| ------------------- | ------------ | --------- | --------- | -------------------------------------------------- | ---------- | ---------------------------- | ------------------ | -------------------- | -------------- | ---------------------- | ---------- | -------------------- | -------- | -------------------- | ---------------------- | ------------ | -------------------- | -------------------- | ----------- |
| Livingstone Alleyne | Férfi egyéni | 11,559    | 19.       | José Lovito (ARG) · Roberto Chiappa (ITA) · 11,338 | 3.         | Nyikolaj Kovs (EUN) · 12,000 | 2.                 | kiesett              | kiesett        | kiesett                | kiesett    | kiesett              | kiesett  | kiesett              | kiesett                | kiesett      | kiesett              | kiesett              | helyezetlen |

Időfutam
| Versenyző           | Versenyszám           | Idő      | Helyezés |
| ------------------- | --------------------- | -------- | -------- |
| Livingstone Alleyne | Férfi egyéni időfutam | 1:09,014 | 24.      |

## Ökölvívás
| Versenyző         | Versenyszám   | Selejtező              | Nyolcaddöntő             | Negyeddöntő       | Elődöntő          | Döntő             | Helyezés |
| Versenyző         | Versenyszám   | Ellenfél Eredmény      | Ellenfél Eredmény        | Ellenfél Eredmény | Ellenfél Eredmény | Ellenfél Eredmény | Helyezés |
| ----------------- | ------------- | ---------------------- | ------------------------ | ----------------- | ----------------- | ----------------- | -------- |
| Christopher Henry | Kisváltósúly  | Dong Seidu (GHA) · DSQ | Laïd Bouneb (ALG) · 3-17 | kiesett           | kiesett           | kiesett           | 9.       |
| Marcus Thomas     | Nagyváltósúly | Robin Reid (GBR) · KO  | kiesett                  | kiesett           | kiesett           | kiesett           | 17.      |

DSQ - kizárták

## Sportlövészet
Nyílt
| Versenyző       | Versenyszám | Selejtező | Selejtező | Elődöntő | Elődöntő | Döntő   | Döntő    |
| Versenyző       | Versenyszám | Pont      | Helyezés  | Pont     | Helyezés | Pont    | Helyezés |
| --------------- | ----------- | --------- | --------- | -------- | -------- | ------- | -------- |
| Michael Maskell | Skeet       | 145       | 25.*      | kiesett  | kiesett  | kiesett | kiesett  |

* - hét másik versenyzővel azonos eredményt ért el

## Vitorlázás
Férfi
| Versenyző    | Versenyszám     | Futam | Futam   | Futam | Futam | Futam  | Futam | Futam | Futam | Futam | Futam | Pontszám | Helyezés |
| Versenyző    | Versenyszám     | 1     | 2       | 3     | 4     | 5      | 6     | 7     | 8     | 9     | 10    | Pontszám | Helyezés |
| ------------ | --------------- | ----- | ------- | ----- | ----- | ------ | ----- | ----- | ----- | ----- | ----- | -------- | -------- |
| Brian Talma  | Szörfvitorlázás | 45,0  | 42,0    | 42,0  | 38,0  | (51,0) | 42,0  | 43,0  | 46,0  | 51,0* | 45,0  | 394,0    | 40.      |
| Andrew Burke | Finn dingi      | 30,0  | (32,0*) | 27,0  | 31,0  | 32,0   | 26,0  | 31,0  |       |       |       | 177,0    | 26.      |

Nyílt
| Versenyző                               | Versenyszám | Előfutam | Előfutam | Előfutam | Előfutam | Előfutam | Előfutam | Előfutam | Előfutam | Csoportkör | Csoportkör | Csoportkör | Csoportkör | Csoportkör | Csoportkör | Csoportkör | Kieséses szakasz | Kieséses szakasz | Helyezés |
| Versenyző                               | Versenyszám | 1        | 2        | 3        | 4        | 5        | 6        | Pont     | Hely.    |            |            |            |            |            | Pont       | Hely.      | Elődöntő         | Döntő            | Helyezés |
| --------------------------------------- | ----------- | -------- | -------- | -------- | -------- | -------- | -------- | -------- | -------- | ---------- | ---------- | ---------- | ---------- | ---------- | ---------- | ---------- | ---------------- | ---------------- | -------- |
| Richard Hoad David Staples Jason Teller | Soling      | (28,0)   | 28,0     | 24,0     | 28,0     | 27,0     | 22,0     | 129,0    | 22.      | kiesett    | kiesett    | kiesett    | kiesett    | kiesett    | kiesett    | kiesett    | kiesett          | kiesett          | 22.      |

* - kizárták